# Brabantse Pijl 2023
Brabantse Pijl 2023 – 63. edycja wyścigu kolarskiego Brabantse Pijl, która odbyła się 12 kwietnia 2023 na trasie o długości ponad 205 kilometrów biegnącej z miasta Leuven do miejscowości Overijse. Impreza kategorii 1.Pro była częścią UCI ProSeries 2023.

## Uczestnicy

### Drużyny
| WorldTeams (11)- AG2R Citroën Team - Alpecin-Deceuninck - Bahrain Victorious - Cofidis - EF Education-EasyPost - Ineos Grenadiers - Intermarché-Circus-Wanty - Soudal Quick-Step - Arkéa-Samsic - Trek-Segafredo - UAE Team Emirates ProTeams (9)- Bingoal WB - Bolton Equities Black Spoke Pro Cycling - Human Powered Health - Israel-Premier Tech - Lotto Dstny - Q36.5 Pro Cycling Team - Team Flanders-Baloise - Tudor Pro Cycling Team - Uno-X Pro Cycling Team |
| |

### Lista startowa
| Ineos Grenadiers IGD | Ineos Grenadiers IGD     | Ineos Grenadiers IGD |
| -------------------- | ------------------------ | -------------------- |
| Nr                   | Kolarz                   | Miejsce              |
| 1                    | Michał Kwiatkowski (POL) | DNF                  |
| 2                    | Leo Hayter (GBR)         | DNF                  |
| 3                    | Cameron Wurf (AUS)       | DNF                  |
| 4                    | Michael Leonard (CAN)    | DNF                  |
| 5                    | Joshua Tarling (GBR)     | 58.                  |
| 6                    | Brandon Rivera (COL)     | DNF                  |
| 7                    | Kim Heiduk (GER)         | 10.                  |

| Soudal Quick-Step SOQ | Soudal Quick-Step SOQ | Soudal Quick-Step SOQ |
| --------------------- | --------------------- | --------------------- |
| Nr                    | Kolarz                | Miejsce               |
| 11                    | Andrea Bagioli (ITA)  | 8.                    |
| 12                    | Rémi Cavagna (FRA)    | 4.                    |
| 13                    | Dries Devenyns (BEL)  | 44.                   |
| 14                    | Jordi Warlop (BEL)    | 29.                   |
| 15                    | Jannik Steimle (GER)  | 53.                   |
| 16                    | Martin Svrček (SVK)   | DNF                   |
| 17                    | Stan Van Tricht (BEL) | 26.                   |

| Alpecin-Deceuninck ADC | Alpecin-Deceuninck ADC     | Alpecin-Deceuninck ADC |
| ---------------------- | -------------------------- | ---------------------- |
| Nr                     | Kolarz                     | Miejsce                |
| 21                     | Quinten Hermans (BEL)      | 11.                    |
| 22                     | Axel Laurance (FRA)        | 32.                    |
| 23                     | Søren Kragh Andersen (DEN) | DNF                    |
| 24                     | Jason Osborne (GER)        | DNF                    |
| 25                     | Xandro Meurisse (BEL)      | DNF                    |
| 26                     | Robert Stannard (AUS)      | 18.                    |
| 27                     | Gianni Vermeersch (BEL)    | DNF                    |

| Intermarché-Circus-Wanty ICW | Intermarché-Circus-Wanty ICW | Intermarché-Circus-Wanty ICW |
| ---------------------------- | ---------------------------- | ---------------------------- |
| Nr                           | Kolarz                       | Miejsce                      |
| 31                           | Francesco Busatto (ITA)      | 14.                          |
| 32                           | Lilian Calmejane (FRA)       | 24.                          |
| 33                           | Dries De Pooter (BEL)        | DNF                          |
| 34                           | Jelle Vermoote (BEL)         | DNF                          |
| 35                           | Tom Paquot (BEL)             | DNF                          |
| 36                           | Dion Smith (NZL)             | DNF                          |
| 37                           | Loïc Vliegen (BEL)           | DNF                          |

| Lotto Dstny LTD | Lotto Dstny LTD                | Lotto Dstny LTD |
| --------------- | ------------------------------ | --------------- |
| Nr              | Kolarz                         | Miejsce         |
| 41              | Arnaud De Lie (BEL)            | 7.              |
| 42              | Jarrad Drizners (AUS)          | DNF             |
| 43              | Pascal Eenkhoorn (NED) (szosa) | 34.             |
| 44              | Andreas Kron (DEN)             | 35.             |
| 45              | Mathijs Paasschens (NED)       | DNF             |
| 46              | Arjen Livyns (BEL)             | DNF             |
| 47              | Florian Vermeersch (BEL)       | 43.             |

| AG2R Citroën Team ACT | AG2R Citroën Team ACT   | AG2R Citroën Team ACT |
| --------------------- | ----------------------- | --------------------- |
| Nr                    | Kolarz                  | Miejsce               |
| 51                    | Benoît Cosnefroy (FRA)  | 3.                    |
| 52                    | Stan Dewulf (BEL)       | DNF                   |
| 53                    | Dorian Godon (FRA)      | 1.                    |
| 54                    | Oliver Naesen (BEL)     | DNF                   |
| 55                    | Michael Schär (SUI)     | DNF                   |
| 56                    | Lawrence Naesen (BEL)   | DNF                   |
| 57                    | Greg Van Avermaet (BEL) | DNF                   |

| Bahrain Victorious TBV | Bahrain Victorious TBV | Bahrain Victorious TBV |
| ---------------------- | ---------------------- | ---------------------- |
| Nr                     | Kolarz                 | Miejsce                |
| 61                     | Wout Poels (NED)       | 30.                    |
| 62                     | Nikias Arndt (GER)     | 15.                    |
| 63                     | Matevž Govekar (SLO)   | DNF                    |
| 64                     | Fran Miholjević (CRO)  | DNF                    |
| 65                     | Nicolo Buratti (ITA)   | 59.                    |
| 67                     | Jonathan Milan (ITA)   | 60.                    |

| Cofidis COF | Cofidis COF              | Cofidis COF |
| ----------- | ------------------------ | ----------- |
| Nr          | Kolarz                   | Miejsce     |
| 71          | Axel Zingle (FRA)        | 5.          |
| 73          | André Carvalho (POR)     | DNF         |
| 74          | Eddy Finé (FRA)          | 42.         |
| 76          | Christophe Noppe (BEL)   | DNF         |
| 77          | Alexandre Delettre (FRA) | 45.         |

| EF Education-EasyPost EFE | EF Education-EasyPost EFE   | EF Education-EasyPost EFE |
| ------------------------- | --------------------------- | ------------------------- |
| Nr                        | Kolarz                      | Miejsce                   |
| 81                        | Mikkel Frølich Honoré (DEN) | 21.                       |
| 82                        | Ben Healy (IRL)             | 2.                        |
| 83                        | Andrea Piccolo (ITA)        | DNF                       |
| 84                        | Simon Carr (GBR)            | DNF                       |
| 85                        | Sean Quinn (USA)            | DNF                       |
| 87                        | Michael Valgren (DEN)       | 52.                       |

| Arkéa-Samsic ARK | Arkéa-Samsic ARK      | Arkéa-Samsic ARK |
| ---------------- | --------------------- | ---------------- |
| Nr               | Kolarz                | Miejsce          |
| 91               | Warren Barguil (FRA)  | 17.              |
| 93               | Mathis Le Berre (FRA) | 50.              |
| 94               | Kévin Ledanois (FRA)  | DNF              |
| 95               | Łukasz Owsian (POL)   | 49.              |
| 96               | Andrij Ponomar (UKR)  | 25.              |
| 97               | Alan Riou (FRA)       | DNF              |

| Trek-Segafredo TFS | Trek-Segafredo TFS      | Trek-Segafredo TFS |
| ------------------ | ----------------------- | ------------------ |
| Nr                 | Kolarz                  | Miejsce            |
| 101                | Edward Theuns (BEL)     | DNF                |
| 103                | Markus Hoelgaard (NOR)  | 46.                |
| 104                | Quinn Simmons (USA)     | DNF                |
| 105                | Toms Skujiņš (LAT)      | 9.                 |
| 106                | Asbjørn Hellemose (DEN) | DNF                |
| 107                | Mathias Vacek (CZE)     | 47.                |

| UAE Team Emirates UAD | UAE Team Emirates UAD      | UAE Team Emirates UAD |
| --------------------- | -------------------------- | --------------------- |
| Nr                    | Kolarz                     | Miejsce               |
| 111                   | Matteo Trentin (ITA)       | DNF                   |
| 112                   | Mikkel Bjerg (DEN)         | DNF                   |
| 113                   | Sjoerd Bax (NED)           | DNF                   |
| 114                   | Alessandro Covi (ITA)      | 13.                   |
| 115                   | Ryan Gibbons (RSA)         | DNF                   |
| 116                   | Marc Hirschi (SUI)         | 19.                   |
| 117                   | Vegard Stake Laengen (NOR) | DNF                   |

| Bingoal WB BWB | Bingoal WB BWB            | Bingoal WB BWB |
| -------------- | ------------------------- | -------------- |
| Nr             | Kolarz                    | Miejsce        |
| 121            | Lucas Jacques (BEL)       | DNF            |
| 122            | Julian Mertens (BEL)      | 22.            |
| 123            | Floris De Tier (BEL)      | DNF            |
| 124            | Dimitri Peyskens (BEL)    | DNF            |
| 125            | Johan Meens (BEL)         | DNF            |
| 126            | Aaron Van der Beken (BEL) | DNF            |
| 127            | Luca Van Boven (BEL)      | DNF            |

| Team Flanders-Baloise TFB | Team Flanders-Baloise TFB | Team Flanders-Baloise TFB |
| ------------------------- | ------------------------- | ------------------------- |
| Nr                        | Kolarz                    | Miejsce                   |
| 131                       | Jenno Berckmoes (BEL)     | 20.                       |
| 132                       | Kamiel Bonneu (BEL)       | 33.                       |
| 133                       | Vito Braet (BEL)          | 16.                       |
| 134                       | Alex Colman (BEL)         | DNF                       |
| 135                       | Sander De Pestel (BEL)    | DNF                       |
| 136                       | Elias Maris (BEL)         | 54.                       |
| 137                       | Ward Vanhoof (BEL)        | DNF                       |

| Bolton Equities Black Spoke Pro Cycling BEB | Bolton Equities Black Spoke Pro Cycling BEB | Bolton Equities Black Spoke Pro Cycling BEB |
| ------------------------------------------- | ------------------------------------------- | ------------------------------------------- |
| Nr                                          | Kolarz                                      | Miejsce                                     |
| 141                                         | Logan Currie (NZL)                          | DNF                                         |
| 142                                         | Aaron Gate (NZL)                            | 51.                                         |
| 143                                         | Ryan Christensen (NZL)                      | DNF                                         |
| 144                                         | James Fouché (NZL)                          | DNF                                         |
| 145                                         | Mark Stewart (GBR)                          | 41.                                         |
| 146                                         | Jacob Scott (GBR)                           | 37.                                         |
| 147                                         | Rory Townsend (IRL) (szosa)                 | DNF                                         |

| Human Powered Health HPM | Human Powered Health HPM       | Human Powered Health HPM |
| ------------------------ | ------------------------------ | ------------------------ |
| Nr                       | Kolarz                         | Miejsce                  |
| 151                      | Charles-Étienne Chrétien (CAN) | DNF                      |
| 152                      | Gage Hecht (USA)               | DNF                      |
| 153                      | August Jensen (NOR)            | 48.                      |
| 154                      | Colin Joyce (USA)              | 55.                      |
| 155                      | Wessel Krul (NED)              | DNF                      |
| 156                      | Barnabás Peák (HUN)            | DNF                      |
| 157                      | Adam de Vos (CAN)              | 56.                      |

| Israel-Premier Tech IPT | Israel-Premier Tech IPT | Israel-Premier Tech IPT |
| ----------------------- | ----------------------- | ----------------------- |
| Nr                      | Kolarz                  | Miejsce                 |
| 161                     | Tom Van Asbroeck (BEL)  | DNF                     |
| 162                     | Simon Clarke (AUS)      | 40.                     |
| 163                     | Giacomo Nizzolo (ITA)   | DNF                     |
| 164                     | Daryl Impey (RSA)       | DNF                     |
| 165                     | Nick Schultz (AUS)      | DNF                     |
| 166                     | Corbin Strong (NZL)     | 23.                     |
| 167                     | Hugo Houle (CAN)        | 61.                     |

| Q36.5 Pro Cycling Team Q36 | Q36.5 Pro Cycling Team Q36 | Q36.5 Pro Cycling Team Q36 |
| -------------------------- | -------------------------- | -------------------------- |
| Nr                         | Kolarz                     | Miejsce                    |
| 171                        | Jack Bauer (NZL)           | DNF                        |
| 173                        | Kamil Małecki (POL)        | DNF                        |
| 174                        | Cyrus Monk (AUS)           | DNF                        |
| 175                        | Alessandro Fedeli (ITA)    | DNF                        |
| 176                        | Tobias Ludvigsson (SWE)    | DNF                        |
| 177                        | Nickolas Zukowsky (CAN)    | DNF                        |

| Tudor Pro Cycling Team TUD | Tudor Pro Cycling Team TUD   | Tudor Pro Cycling Team TUD |
| -------------------------- | ---------------------------- | -------------------------- |
| Nr                         | Kolarz                       | Miejsce                    |
| 181                        | Nils Brun (SUI)              | 27.                        |
| 182                        | Aloïs Charrin (FRA)          | DNF                        |
| 183                        | Lucas Eriksson (SWE) (szosa) | 36.                        |
| 184                        | Jacob Eriksson (SWE)         | DNF                        |
| 185                        | Alexander Kamp (DEN) (szosa) | 6.                         |
| 186                        | Miká Heming (GER)            | DNF                        |
| 187                        | Arthur Kluckers (LUX)        | 28.                        |

| Uno-X Pro Cycling Team UXT | Uno-X Pro Cycling Team UXT       | Uno-X Pro Cycling Team UXT |
| -------------------------- | -------------------------------- | -------------------------- |
| Nr                         | Kolarz                           | Miejsce                    |
| 191                        | Martin Urianstad (NOR)           | 39.                        |
| 192                        | Anthon Charmig (DEN)             | 31.                        |
| 193                        | Tord Gudmestad (NOR)             | 38.                        |
| 194                        | Anders Halland Johannessen (NOR) | DNF                        |
| 195                        | Tobias Halland Johannessen (NOR) | 57.                        |
| 196                        | Jacob Hindsgaul Madsen (DEN)     | DNF                        |
| 197                        | Jonas Gregaard (DEN)             | 12.                        |

| Ineos Grenadiers IGD | Ineos Grenadiers IGD     | Ineos Grenadiers IGD |
| -------------------- | ------------------------ | -------------------- |
| Nr                   | Kolarz                   | Miejsce              |
| 1                    | Michał Kwiatkowski (POL) | DNF                  |
| 2                    | Leo Hayter (GBR)         | DNF                  |
| 3                    | Cameron Wurf (AUS)       | DNF                  |
| 4                    | Michael Leonard (CAN)    | DNF                  |
| 5                    | Joshua Tarling (GBR)     | 58.                  |
| 6                    | Brandon Rivera (COL)     | DNF                  |
| 7                    | Kim Heiduk (GER)         | 10.                  |

| Soudal Quick-Step SOQ | Soudal Quick-Step SOQ | Soudal Quick-Step SOQ |
| --------------------- | --------------------- | --------------------- |
| Nr                    | Kolarz                | Miejsce               |
| 11                    | Andrea Bagioli (ITA)  | 8.                    |
| 12                    | Rémi Cavagna (FRA)    | 4.                    |
| 13                    | Dries Devenyns (BEL)  | 44.                   |
| 14                    | Jordi Warlop (BEL)    | 29.                   |
| 15                    | Jannik Steimle (GER)  | 53.                   |
| 16                    | Martin Svrček (SVK)   | DNF                   |
| 17                    | Stan Van Tricht (BEL) | 26.                   |

| Alpecin-Deceuninck ADC | Alpecin-Deceuninck ADC     | Alpecin-Deceuninck ADC |
| ---------------------- | -------------------------- | ---------------------- |
| Nr                     | Kolarz                     | Miejsce                |
| 21                     | Quinten Hermans (BEL)      | 11.                    |
| 22                     | Axel Laurance (FRA)        | 32.                    |
| 23                     | Søren Kragh Andersen (DEN) | DNF                    |
| 24                     | Jason Osborne (GER)        | DNF                    |
| 25                     | Xandro Meurisse (BEL)      | DNF                    |
| 26                     | Robert Stannard (AUS)      | 18.                    |
| 27                     | Gianni Vermeersch (BEL)    | DNF                    |

| Intermarché-Circus-Wanty ICW | Intermarché-Circus-Wanty ICW | Intermarché-Circus-Wanty ICW |
| ---------------------------- | ---------------------------- | ---------------------------- |
| Nr                           | Kolarz                       | Miejsce                      |
| 31                           | Francesco Busatto (ITA)      | 14.                          |
| 32                           | Lilian Calmejane (FRA)       | 24.                          |
| 33                           | Dries De Pooter (BEL)        | DNF                          |
| 34                           | Jelle Vermoote (BEL)         | DNF                          |
| 35                           | Tom Paquot (BEL)             | DNF                          |
| 36                           | Dion Smith (NZL)             | DNF                          |
| 37                           | Loïc Vliegen (BEL)           | DNF                          |

| Lotto Dstny LTD | Lotto Dstny LTD                | Lotto Dstny LTD |
| --------------- | ------------------------------ | --------------- |
| Nr              | Kolarz                         | Miejsce         |
| 41              | Arnaud De Lie (BEL)            | 7.              |
| 42              | Jarrad Drizners (AUS)          | DNF             |
| 43              | Pascal Eenkhoorn (NED) (szosa) | 34.             |
| 44              | Andreas Kron (DEN)             | 35.             |
| 45              | Mathijs Paasschens (NED)       | DNF             |
| 46              | Arjen Livyns (BEL)             | DNF             |
| 47              | Florian Vermeersch (BEL)       | 43.             |

| AG2R Citroën Team ACT | AG2R Citroën Team ACT   | AG2R Citroën Team ACT |
| --------------------- | ----------------------- | --------------------- |
| Nr                    | Kolarz                  | Miejsce               |
| 51                    | Benoît Cosnefroy (FRA)  | 3.                    |
| 52                    | Stan Dewulf (BEL)       | DNF                   |
| 53                    | Dorian Godon (FRA)      | 1.                    |
| 54                    | Oliver Naesen (BEL)     | DNF                   |
| 55                    | Michael Schär (SUI)     | DNF                   |
| 56                    | Lawrence Naesen (BEL)   | DNF                   |
| 57                    | Greg Van Avermaet (BEL) | DNF                   |

| Bahrain Victorious TBV | Bahrain Victorious TBV | Bahrain Victorious TBV |
| ---------------------- | ---------------------- | ---------------------- |
| Nr                     | Kolarz                 | Miejsce                |
| 61                     | Wout Poels (NED)       | 30.                    |
| 62                     | Nikias Arndt (GER)     | 15.                    |
| 63                     | Matevž Govekar (SLO)   | DNF                    |
| 64                     | Fran Miholjević (CRO)  | DNF                    |
| 65                     | Nicolo Buratti (ITA)   | 59.                    |
| 67                     | Jonathan Milan (ITA)   | 60.                    |

| Cofidis COF | Cofidis COF              | Cofidis COF |
| ----------- | ------------------------ | ----------- |
| Nr          | Kolarz                   | Miejsce     |
| 71          | Axel Zingle (FRA)        | 5.          |
| 73          | André Carvalho (POR)     | DNF         |
| 74          | Eddy Finé (FRA)          | 42.         |
| 76          | Christophe Noppe (BEL)   | DNF         |
| 77          | Alexandre Delettre (FRA) | 45.         |

| EF Education-EasyPost EFE | EF Education-EasyPost EFE   | EF Education-EasyPost EFE |
| ------------------------- | --------------------------- | ------------------------- |
| Nr                        | Kolarz                      | Miejsce                   |
| 81                        | Mikkel Frølich Honoré (DEN) | 21.                       |
| 82                        | Ben Healy (IRL)             | 2.                        |
| 83                        | Andrea Piccolo (ITA)        | DNF                       |
| 84                        | Simon Carr (GBR)            | DNF                       |
| 85                        | Sean Quinn (USA)            | DNF                       |
| 87                        | Michael Valgren (DEN)       | 52.                       |

| Arkéa-Samsic ARK | Arkéa-Samsic ARK      | Arkéa-Samsic ARK |
| ---------------- | --------------------- | ---------------- |
| Nr               | Kolarz                | Miejsce          |
| 91               | Warren Barguil (FRA)  | 17.              |
| 93               | Mathis Le Berre (FRA) | 50.              |
| 94               | Kévin Ledanois (FRA)  | DNF              |
| 95               | Łukasz Owsian (POL)   | 49.              |
| 96               | Andrij Ponomar (UKR)  | 25.              |
| 97               | Alan Riou (FRA)       | DNF              |

| Trek-Segafredo TFS | Trek-Segafredo TFS      | Trek-Segafredo TFS |
| ------------------ | ----------------------- | ------------------ |
| Nr                 | Kolarz                  | Miejsce            |
| 101                | Edward Theuns (BEL)     | DNF                |
| 103                | Markus Hoelgaard (NOR)  | 46.                |
| 104                | Quinn Simmons (USA)     | DNF                |
| 105                | Toms Skujiņš (LAT)      | 9.                 |
| 106                | Asbjørn Hellemose (DEN) | DNF                |
| 107                | Mathias Vacek (CZE)     | 47.                |

| UAE Team Emirates UAD | UAE Team Emirates UAD      | UAE Team Emirates UAD |
| --------------------- | -------------------------- | --------------------- |
| Nr                    | Kolarz                     | Miejsce               |
| 111                   | Matteo Trentin (ITA)       | DNF                   |
| 112                   | Mikkel Bjerg (DEN)         | DNF                   |
| 113                   | Sjoerd Bax (NED)           | DNF                   |
| 114                   | Alessandro Covi (ITA)      | 13.                   |
| 115                   | Ryan Gibbons (RSA)         | DNF                   |
| 116                   | Marc Hirschi (SUI)         | 19.                   |
| 117                   | Vegard Stake Laengen (NOR) | DNF                   |

| Bingoal WB BWB | Bingoal WB BWB            | Bingoal WB BWB |
| -------------- | ------------------------- | -------------- |
| Nr             | Kolarz                    | Miejsce        |
| 121            | Lucas Jacques (BEL)       | DNF            |
| 122            | Julian Mertens (BEL)      | 22.            |
| 123            | Floris De Tier (BEL)      | DNF            |
| 124            | Dimitri Peyskens (BEL)    | DNF            |
| 125            | Johan Meens (BEL)         | DNF            |
| 126            | Aaron Van der Beken (BEL) | DNF            |
| 127            | Luca Van Boven (BEL)      | DNF            |

| Team Flanders-Baloise TFB | Team Flanders-Baloise TFB | Team Flanders-Baloise TFB |
| ------------------------- | ------------------------- | ------------------------- |
| Nr                        | Kolarz                    | Miejsce                   |
| 131                       | Jenno Berckmoes (BEL)     | 20.                       |
| 132                       | Kamiel Bonneu (BEL)       | 33.                       |
| 133                       | Vito Braet (BEL)          | 16.                       |
| 134                       | Alex Colman (BEL)         | DNF                       |
| 135                       | Sander De Pestel (BEL)    | DNF                       |
| 136                       | Elias Maris (BEL)         | 54.                       |
| 137                       | Ward Vanhoof (BEL)        | DNF                       |

| Bolton Equities Black Spoke Pro Cycling BEB | Bolton Equities Black Spoke Pro Cycling BEB | Bolton Equities Black Spoke Pro Cycling BEB |
| ------------------------------------------- | ------------------------------------------- | ------------------------------------------- |
| Nr                                          | Kolarz                                      | Miejsce                                     |
| 141                                         | Logan Currie (NZL)                          | DNF                                         |
| 142                                         | Aaron Gate (NZL)                            | 51.                                         |
| 143                                         | Ryan Christensen (NZL)                      | DNF                                         |
| 144                                         | James Fouché (NZL)                          | DNF                                         |
| 145                                         | Mark Stewart (GBR)                          | 41.                                         |
| 146                                         | Jacob Scott (GBR)                           | 37.                                         |
| 147                                         | Rory Townsend (IRL) (szosa)                 | DNF                                         |

| Human Powered Health HPM | Human Powered Health HPM       | Human Powered Health HPM |
| ------------------------ | ------------------------------ | ------------------------ |
| Nr                       | Kolarz                         | Miejsce                  |
| 151                      | Charles-Étienne Chrétien (CAN) | DNF                      |
| 152                      | Gage Hecht (USA)               | DNF                      |
| 153                      | August Jensen (NOR)            | 48.                      |
| 154                      | Colin Joyce (USA)              | 55.                      |
| 155                      | Wessel Krul (NED)              | DNF                      |
| 156                      | Barnabás Peák (HUN)            | DNF                      |
| 157                      | Adam de Vos (CAN)              | 56.                      |

| Israel-Premier Tech IPT | Israel-Premier Tech IPT | Israel-Premier Tech IPT |
| ----------------------- | ----------------------- | ----------------------- |
| Nr                      | Kolarz                  | Miejsce                 |
| 161                     | Tom Van Asbroeck (BEL)  | DNF                     |
| 162                     | Simon Clarke (AUS)      | 40.                     |
| 163                     | Giacomo Nizzolo (ITA)   | DNF                     |
| 164                     | Daryl Impey (RSA)       | DNF                     |
| 165                     | Nick Schultz (AUS)      | DNF                     |
| 166                     | Corbin Strong (NZL)     | 23.                     |
| 167                     | Hugo Houle (CAN)        | 61.                     |

| Q36.5 Pro Cycling Team Q36 | Q36.5 Pro Cycling Team Q36 | Q36.5 Pro Cycling Team Q36 |
| -------------------------- | -------------------------- | -------------------------- |
| Nr                         | Kolarz                     | Miejsce                    |
| 171                        | Jack Bauer (NZL)           | DNF                        |
| 173                        | Kamil Małecki (POL)        | DNF                        |
| 174                        | Cyrus Monk (AUS)           | DNF                        |
| 175                        | Alessandro Fedeli (ITA)    | DNF                        |
| 176                        | Tobias Ludvigsson (SWE)    | DNF                        |
| 177                        | Nickolas Zukowsky (CAN)    | DNF                        |

| Tudor Pro Cycling Team TUD | Tudor Pro Cycling Team TUD   | Tudor Pro Cycling Team TUD |
| -------------------------- | ---------------------------- | -------------------------- |
| Nr                         | Kolarz                       | Miejsce                    |
| 181                        | Nils Brun (SUI)              | 27.                        |
| 182                        | Aloïs Charrin (FRA)          | DNF                        |
| 183                        | Lucas Eriksson (SWE) (szosa) | 36.                        |
| 184                        | Jacob Eriksson (SWE)         | DNF                        |
| 185                        | Alexander Kamp (DEN) (szosa) | 6.                         |
| 186                        | Miká Heming (GER)            | DNF                        |
| 187                        | Arthur Kluckers (LUX)        | 28.                        |

| Uno-X Pro Cycling Team UXT | Uno-X Pro Cycling Team UXT       | Uno-X Pro Cycling Team UXT |
| -------------------------- | -------------------------------- | -------------------------- |
| Nr                         | Kolarz                           | Miejsce                    |
| 191                        | Martin Urianstad (NOR)           | 39.                        |
| 192                        | Anthon Charmig (DEN)             | 31.                        |
| 193                        | Tord Gudmestad (NOR)             | 38.                        |
| 194                        | Anders Halland Johannessen (NOR) | DNF                        |
| 195                        | Tobias Halland Johannessen (NOR) | 57.                        |
| 196                        | Jacob Hindsgaul Madsen (DEN)     | DNF                        |
| 197                        | Jonas Gregaard (DEN)             | 12.                        |

Legenda: DNF – nie ukończył, OTL – przekroczył limit czasu, DNS – nie wystartował, DSQ – zdyskwalifikowany.

## Klasyfikacja generalna
| \| Klasyfikacja generalna \| Klasyfikacja generalna \| Klasyfikacja generalna \| Klasyfikacja generalna \| Klasyfikacja generalna \| \| Kolarz \| Kolarz \| Państwo \| Drużyna \| Czas \| \| ---------------------- \| ---------------------- \| ---------------------- \| ---------------------- \| ---------------------- \| \| 1. \| Dorian Godon \| Francja \| AG2R Citroën Team \| 4h 32' 20" \| \| 2. \| Ben Healy \| Irlandia \| EF Education-EasyPost \| + 1" \| \| 3. \| Benoît Cosnefroy \| Francja \| AG2R Citroën Team \| + 21" \| \| 4. \| Rémi Cavagna \| Francja \| Soudal Quick-Step \| + 24" \| \| 5. \| Axel Zingle \| Francja \| Cofidis \| + 25" \| \| 6. \| Alexander Kamp \| Dania \| Tudor Pro Cycling Team \| + 25" \| \| 7. \| Arnaud De Lie \| Belgia \| Lotto Dstny \| + 25" \| \| 8. \| Andrea Bagioli \| Włochy \| Soudal Quick-Step \| + 25" \| \| 9. \| Toms Skujiņš \| Łotwa \| Trek-Segafredo \| + 25" \| \| 10. \| Kim Heiduk \| Niemcy \| Ineos Grenadiers \| + 25" \| |                  |          |                        |            |
| |                  |          |                        |            |
| Źródło: ProCyclingStats |                  |          |                        |            |
| Klasyfikacja generalna |                  |          |                        |            |
| Kolarz | Kolarz           | Państwo  | Drużyna                | Czas       |
| 1. | Dorian Godon     | Francja  | AG2R Citroën Team      | 4h 32' 20" |
| 2. | Ben Healy        | Irlandia | EF Education-EasyPost  | + 1"       |
| 3. | Benoît Cosnefroy | Francja  | AG2R Citroën Team      | + 21"      |
| 4. | Rémi Cavagna     | Francja  | Soudal Quick-Step      | + 24"      |
| 5. | Axel Zingle      | Francja  | Cofidis                | + 25"      |
| 6. | Alexander Kamp   | Dania    | Tudor Pro Cycling Team | + 25"      |
| 7. | Arnaud De Lie    | Belgia   | Lotto Dstny            | + 25"      |
| 8. | Andrea Bagioli   | Włochy   | Soudal Quick-Step      | + 25"      |
| 9. | Toms Skujiņš     | Łotwa    | Trek-Segafredo         | + 25"      |
| 10. | Kim Heiduk       | Niemcy   | Ineos Grenadiers       | + 25"      |